# Parafia św. Jadwigi w Bolkowie

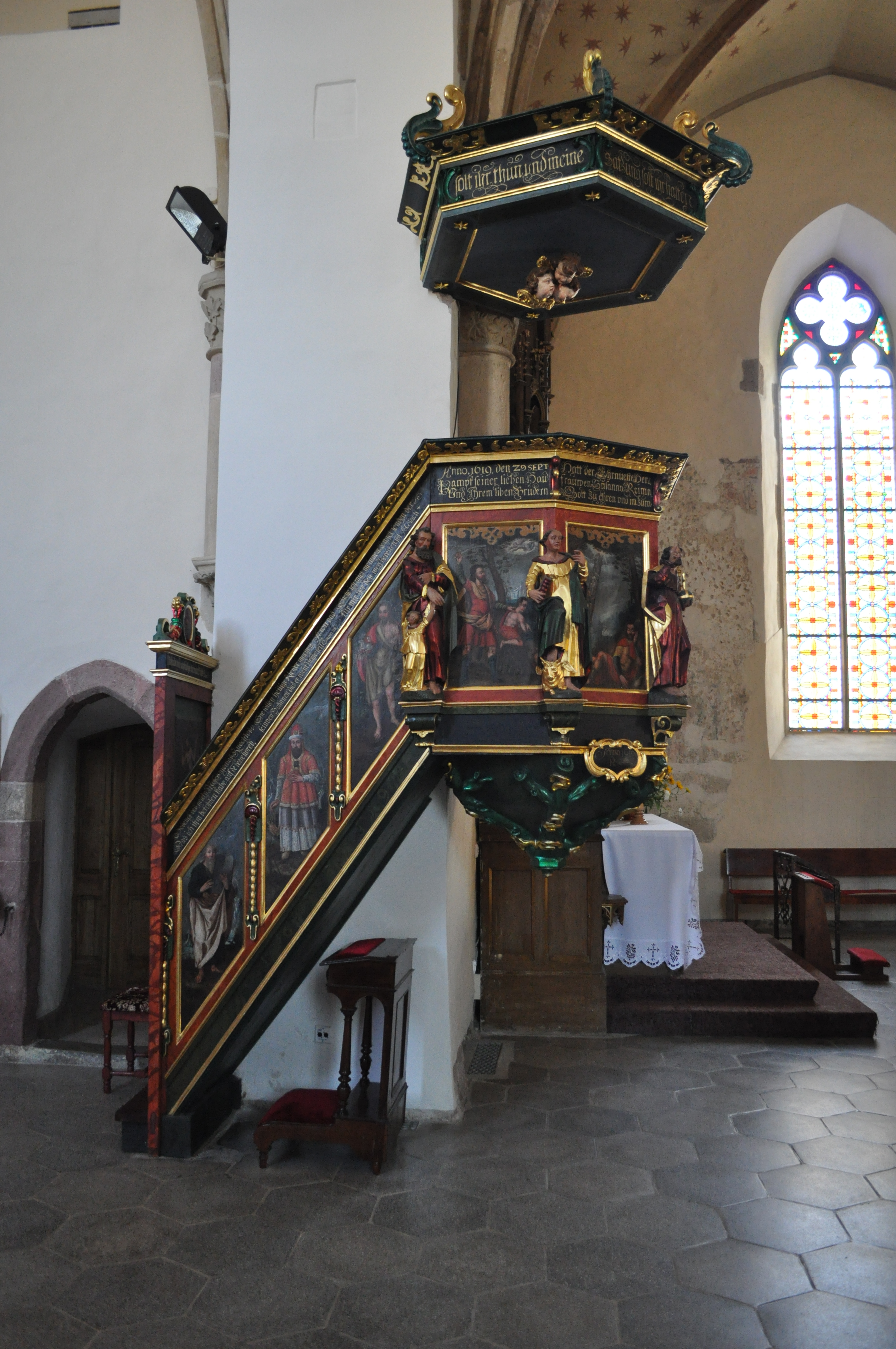
Ambona

Parafia św. Jadwigi Śląskiej w Bolkowie – parafia w Bolkowie znajdująca się w dekanacie bolkowskim w diecezji świdnickiej. Erygowana w XIII wieku.

## Kościół
Gotycka budowla zbudowana pierwotnie na planie krzyża greckiego, posiada wieżę w formie wczesnogotyckiej i zakrystię dobudowaną od południa. W wieży zachował się jeden dzwon z 1506 r. W świątyni znajduje się charakterystyczne dla tego okresu sklepienie krzyżowo-żebrowe (o charakterze przejściowym pomiędzy stylem romańskim a gotyckim), zachowane do dziś w części gotyckiej kapitele zdobi dekoracja roślinna.
W kościele znajduje się drewniana, barokowa ambona z 1619 r., zdobiona postaciami czterech ewangelistów. Jest to najstarszy element wyposażenia świątyni. Została ufundowana przez kupca Bodensteina z Wrocławia, którego żona pochodziła z Bolkowa. Ambonę zdobią też sceny z Biblii oraz wizerunki Chrystusa, Mojżesza i Melchizedeka. Neogotycki ołtarz główny pochodzi z roku 1875 (wcześniejszy pochodził z 1725), ołtarz Serca Jezusowego z roku 1894, a ołtarz Maryjny z roku 1894. Stacje drogi krzyżowej pochodzą z 1893 r., a organy z roku 1895.
Kościół parafialny wpisany jest do rejestru zabytków (76 z dn. 29 marca 1949).

### Historia
Kościół zbudowano zapewne około 1250 r. Wzmiankowano go po raz pierwszy w roku 1298. W tym czasie biskup wrocławski Tomasz II nadał kościołowi wezwanie św. Jadwigi (wcześniej był pod wezwaniem Kościół Krzyża). W miejscu gdzie powstał kościół miała znajdować się wcześniej świątynia Gotów.
W 1846 za sprawą proboszcza Faustmanna usunięto gotyckie szczyty i osadzono obecny czterospadowy dach. Usunięto też wczesnogotyckie małe okna - zostały one zastąpione obecnymi, a w 1882 r. wstawiono obecne witraże. Kościół stał się budowlą trójnawową, zostało dodane cylindryczne zwieńczenie wieży. 
W tym czasie odwrócono (napisami do dołu) epitafia znajdujące się w kościelnej podłodze wzdłuż głównej nawy. Przykrywają one krypty z trumnami członków rodów: Zedlitzów, Tschirnhausów, Saltzów oraz członków patrycjatu i przywódców miasta. Natomiast w podpiwniczeniu zakrystii znajduje się krypta szczelnie wypełniona kośćmi, które pochodzą z dawnego przykościelnego cmentarza.
W kościele zachowała się ambona z 1619 r., fresk z XIV w. (odkryty w 2006), sklepienia krzyżowe w części wczesnogotyckiej i kamienne rzeźby na szczycie północnej kruchty. Obecnie trwa regotyzacja wnętrza kościoła.

### Kalendarium
- 1428 – spalenie wieży przez Husytów
- 1545–1629 – kościół świątynia protestancką
- 1646 – Szwedzi zniszczyli pozostałości wieży
- 1816 – odbudowa wieży wraz z zegarem w obecnej formie, była to ostatnia przebudowa świątyni
- 1863 – prace remontowano-budowlane
- 1875 – remont kościoła i nadanie mu cech neogotyckich
- 1898 – renowacja pokrycia kopuły wieży
- 1898 – 31 października wciągnięcie pozłacanej kuli wraz z chorągiewką pogodową
- 1911 – zakupienie nowej chrzcielnicy, poprzednia została przekazana do muzeum na zamku
- 1917 – likwidacja dzwonów, przekazanie ich na cele militarne
- 1927 – podczas renowacji pod dachem zakrystii zostaje znaleziono około 80 czaszek i trochę kości, po analizie w Instytucie Etnologiczno-Antropologicznym w Lipsku orzeczono, że są to szczątki rodzimej ludności, prawdopodobnie z pewnym szczątków rasy azjatyckiej, w kilku czaszkach znaleziono czworokątne otwory, jako jedną z hipotez postawiono, że był to pochówek Husytów (dr Hesch, asystent w instytucie dokonał odpowiednich pomiarów). Jesienią całość ścian zewnętrznych została otynkowana.
- 1933 – kościół otrzymał nowe dzwony
- 1941 – dzwony zostały zdemontowane i przeznaczone do przetopienia
- 2006 – 2 kwietnia na placu przed wschodnim wejściem do kościoła stanął pomnik Jana Pawła II, specjalnie na tę okazję z części ulicy Karola Świerczewskiego wydzielono plac Jana Pawła II, przy którym obecnie znajduje się także plebania.
- 2006 - generalne prace remontowo-badawcze

### Otoczenie kościoła

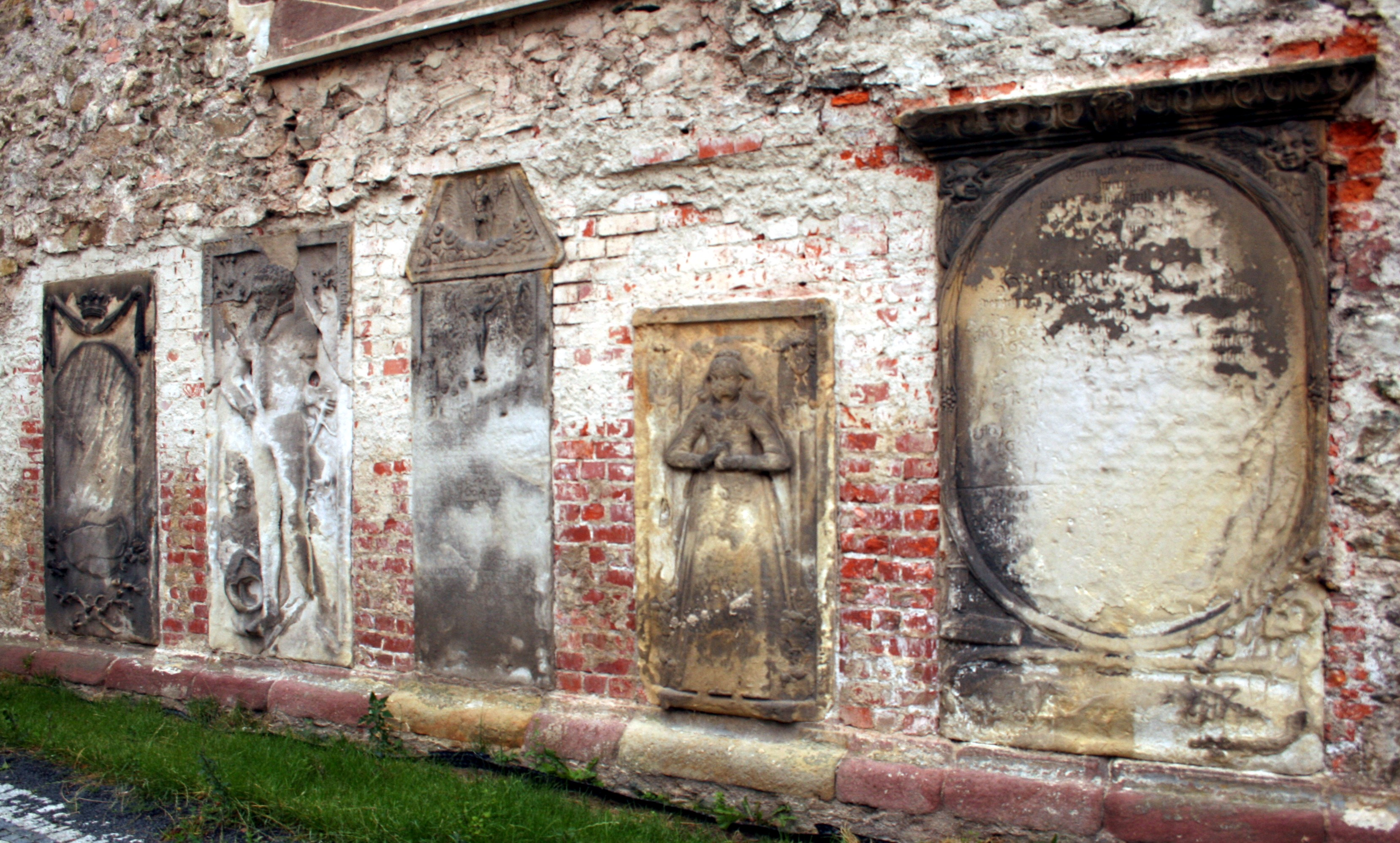
Wmurowane płyty nagrobne

Do końca XVII wieku teren wokół świątyni był miejscem licznych pochówków, cmentarz rozciągał się w kierunku południowo-wschodnim aż do miejskiego muru. Na cmentarzu dokonywano także pochówków w masowych grobach.
Na zewnątrz, obok głównego wejścia do świątyni, znajduje się ufundowana w 1724 figura św. Jana Nepomucena. W zewnętrzne ściany kościoła wmurowane są płyty nagrobne z XVI i XVII wieku.